# Curtiss SBC Helldiver
Pour les articles homonymes, voir SBC.
Le Curtiss SBC Helldiver est un avion militaire de l'entre-deux-guerres qui a servi comme bombardier en piqué : SB pour Scout Bomber dans le système de désignation de l'United States Navy, et C pour Curtiss.
C'est le second avion Curtiss à porter le surnom Helldiver (plongeur de l'enfer) après le biplan Curtiss F8C, et avant le monoplan SB2C qui participera à la Seconde Guerre mondiale.
C'est aussi le dernier avion de combat biplan construit aux États-Unis.

## Conception
Le Curtiss SBC était extrapolé du chasseur monoplan à aile parasol XF-12C à train d'atterrissage escamotable. À la suite d'une évolution complexe, le prototype XSBC-2 entra en service en juillet 1937 sous forme de l'avion d'observation et de bombardement SBC-3, à moteur Wright R-1535-94.
83 SBC-3 furent construits, suivis par 224 SBC-4, avions plus puissants capables d'emporter une charge de bombes plus importante.

## Engagements
Cet appareil se révéla dépassé peu après l'attaque japonaise sur Pearl Harbor et fut rapidement remplacé dans le rôle de bombardier en piqué par des monoplans Douglas SBD Dauntless dans les détachements de première ligne. Il ne participa donc à aucun combat de la guerre du Pacifique.

## Variantes
- XSBC-2 : prototype
- SBC-3 : première version de série, 83 exemplaires
- SBC-4 : seconde version de série, 224 exemplaires dont 44 exportés vers la France et 5 vers le Royaume-Uni en 1940.

## Opérateurs
États-Unis
- United States Navy
- United States Marine Corps

 France
- Aviation navale

 Royaume-Uni
- Royal Air Force

50 SBC-4 furent livrés à la France, dont 5 furent transférés au Royaume-Uni.

### France

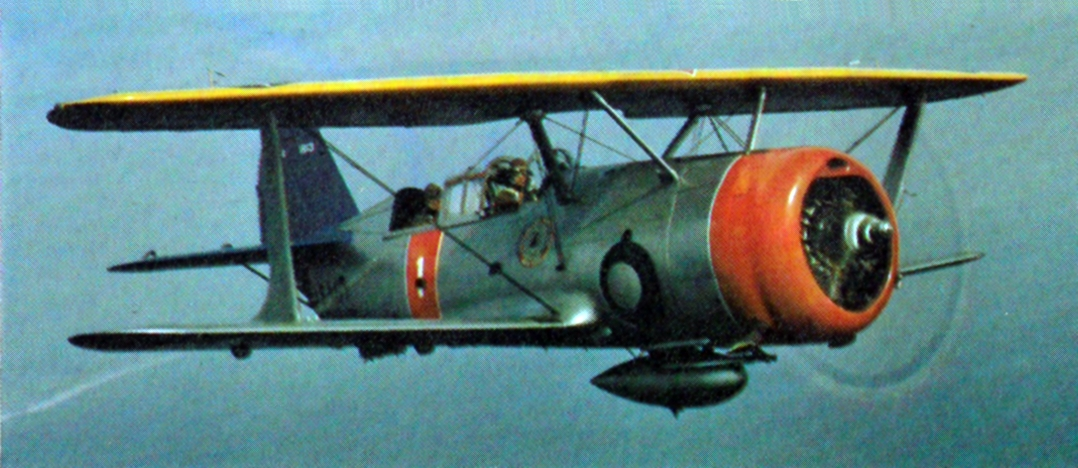
Le même SBC-4 de la United States Navy Reserve que sur l'infobox photographié en couleurs.

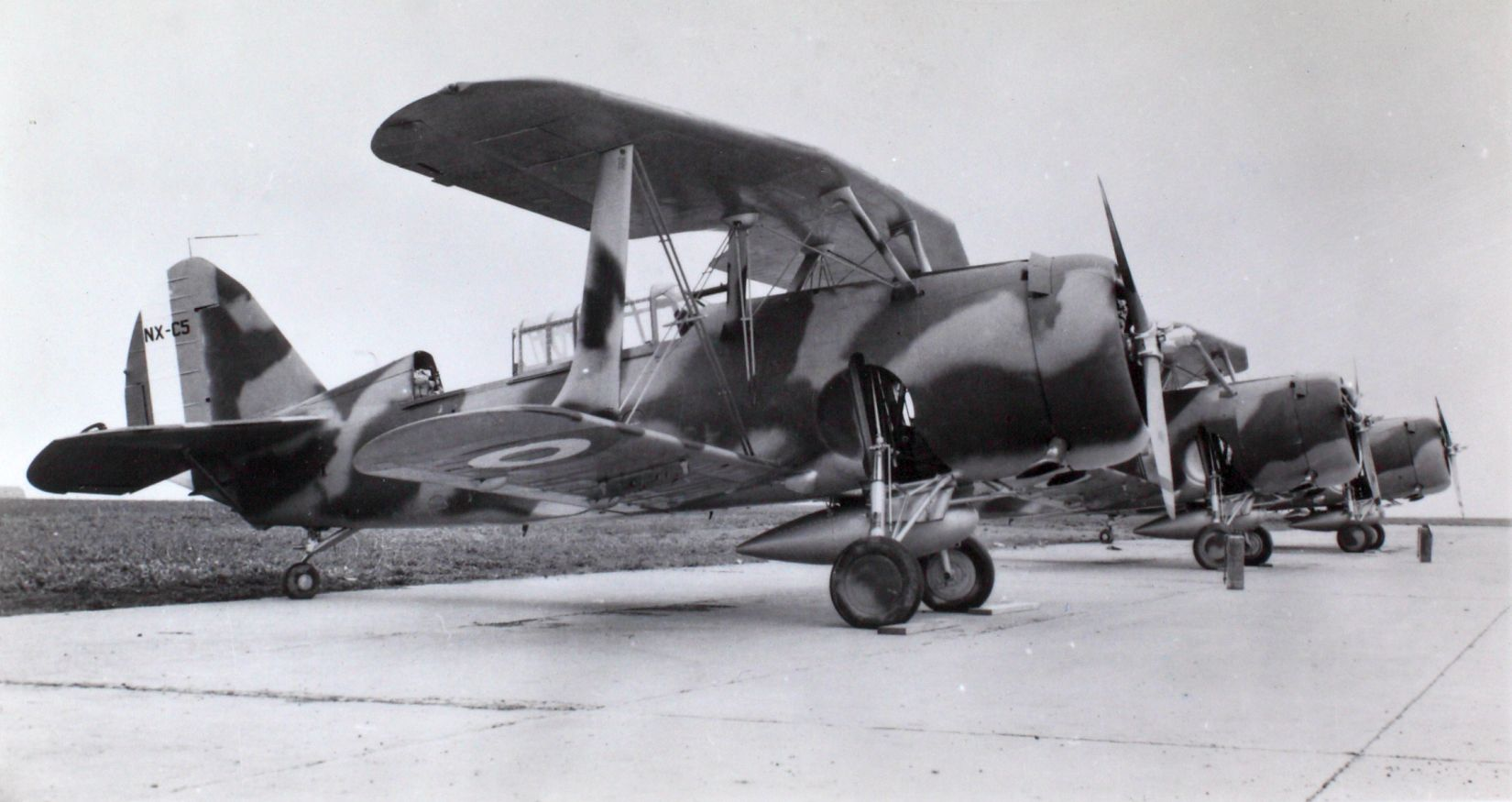
3 SBC-4 aux couleurs françaises.

Au début de la Seconde Guerre mondiale, l’industrie aéronautique de la France accusait un inquiétant retard technologique sur son adversaire l’Allemagne nazie, et n’était absolument pas préparée à la production en grande série. Pour tenter de compenser cela, d’importants achats d’avions de combat furent effectués aux États-Unis entre 1938 et 1940, notamment des chasseurs Curtiss P-36 Hawk (Curtiss Model 75) qui furent désignés H-75A par les Français.
Le 6 juin 1940, en pleine Bataille de France, le gouvernement de Franklin Delano Roosevelt répondit favorablement aux demandes d’aide des Français, et ordonna au Département de la Marine de prélever 50 SBC-4 sur les avions en service dans l’United States Navy pour les livrer. Les militaires américains ne s'y opposèrent pas, l'avion étant déjà considéré comme obsolète. Les appareils furent prélevés dans les stocks de la "réserve navale" et non dans des unités opérationnelles.
Les appareils furent renvoyés aux usines Curtiss-Wright à Buffalo, dans l'État de New York, pour être hâtivement mis aux standards français : remplacement de l’armement, des instruments de bord. Les couleurs et marquages américains furent masqués par un camouflage de bandes grises et vertes, alors en vigueur dans l’Armée de l'air française mais non dans l’aéronavale à laquelle les avions étaient destinés. De même, les ouvriers de Curtiss peignirent des cocardes françaises, mais par ignorance celles en vigueur dans l’armée de l’air française (comme sur les Curtiss P-36 Hawk neufs qui avaient été livrés à la France l'année précédente, en 1939), et non celles de l’aéronavale portant une ancre de marine noire, à laquelle Curtiss n'avait jamais livré d'avions précédemment.

Cocarde de l'armée de l'air.
Cocarde de l'aéronautique navale.

50 pilotes réservistes français vinrent prendre possession des avions pour les acheminer par la voie des airs jusqu’au Canada où ils devaient embarquer pour la France. Le convoyage s’effectua en trois groupes dans de très mauvaises conditions météorologiques, et un avion s’écrasa, tuant son pilote. Parvenus à la frontière, les avions n’avaient pas l’autorisation des Canadiens pour la franchir en vol. Ils se posèrent à Houlton, Maine, et furent tractés de l’autre côté de la frontière, puis reprirent leur vol vers la base aérienne de la Royal Canadian Air Force (RCAF) de Dartmouth (Nouvelle-Écosse) situé à proximité du port de Halifax (Nouvelle-Écosse) d'où partaient les convois vers l'Europe.
Les SBC-4 furent embarqués sur le porte-avions Béarn le 16 juin 1940, avec d’autres modèles :
- 25 avions d’entraînement Stinson Model 105 Voyager ou HW-75[4] ;
- 17 chasseurs Curtiss P-36 Hawk désignés H75-A4 par les Français ;
- 6 chasseurs Brewster F2A Buffalo destinés à l'Armée de l'air belge.

Le Béarn était escorté par le croiseur léger Jeanne d'Arc. Celui-ci transportait aussi 14 avions non assemblés encore en caisses : 8 Stinson HW-75 et 6 Curtiss H75-A4.
La place manquait pour caser tous les avions, aussi seuls 44 SBC-4 purent être embarqués, et les 5 derniers laissés à Dartmouth.
Les navires appareillèrent de Halifax (Nouvelle-Écosse) à destination de Brest, mais la nouvelle de l’armistice leur parvint en route. Ils furent déroutés vers la Martinique où ils sont arrivés le 27 juin 1940. Les avions furent débarqués à Fort-de-France. Les chasseurs Curtiss H-75 furent envoyés au Maroc vers 1943-1944 et utilisés pour l'entraînement des pilotes en même temps que ceux qui s'y trouvaient déjà. Désormais sans emploi, les SBC restèrent à rouiller en plein air sous le climat tropical avant d’être envoyés à la ferraille sans jamais avoir servi.

### Grande-Bretagne
Les 5 SBC-4 qui ne purent être embarqués à bord du Béarn (numéros de série AS 467 à 471) furent cédés à la Royal Air Force qui les désigna Curtiss Cleveland Mk-I pour respecter son système de désignation des avions. Transportés en Grande-Bretagne à bord du HMS Furious, les avions furent affectés à la base de Little Rissington dans le Gloucestershire, puis à l'escadrille de liaisons no 24 basée à RAF Hendon. Un avion (AS 468) fut détruit par un bombardement. Les autres n’eurent jamais d’emploi opérationnel, et furent utilisés pour l’instruction au sol des mécaniciens et armuriers. Les avions servirent jusqu’en décembre 1945.

## Avions comparables
- Henschel Hs 123